# 大頬骨筋
大頬骨筋（だいきょうこつきん、英: zygomaticus major muscle）は頬上側部の頬骨から口角の皮膚へ走行し、口角を上外側に引き上げる働きをする、顔面筋の一種である。

## 概要
大頬骨筋は頬骨外側面の後部から起始し、口角の皮膚に停止する（皮筋）。口角ではモダイオラスを形成する。口角を引き上げ外側へ引っぱる働きがあり、笑顔をつくる際に機能する（表情筋）。顔部位では頬眼窩下部→頬頬下顎部→口唇口角と走行している。

## 画像

大頬骨筋の位置